# Rio Carioca
Le Rio Carioca est une rivière située dans la ville de Rio de Janeiro, au Brésil. Il prend sa source dans la forêt de Tijuca, traverse les quartiers de Cosme Velho, Laranjeiras, Catete et Flamengo et se jette dans Baie de Guanabara, près de la plage de Flamengo. La majeure partie de son cours est actuellement souterraine : sur seulement trois tronçons, ses eaux coulent à ciel ouvert. Le premier, à sa source, dans la forêt de Tijuca ; le second, à côté du Largo do Boticário,  et le troisième, à son embouchure à Praia do Flamengo.

## Histoire
La rivière Carioca est étroitement liée au développement urbain de la ville, ayant été utilisée comme source d'eau douce depuis le début de la période coloniale. En 1503, à son embouchure, où se trouve aujourd'hui la plage de Flamengo, une maison a été construite pour l'explorateur portugais Gonçalo Coelho. Les Indiens Tamoio qui vivaient dans la région ont commencé à l'appeler akari oka, ce qui signifie "maison du coquillage". 
Une autre interprétation fait référence au nom de la rivière à un village Tupinamba qui existait à Outeiro da Glória, à l'une des deux embouchures de la rivière (l'autre était à Praia do Flamengo). Ce village a été mentionné par le Français Jean de Léry (1536-1613) dans son récit de la France antarctique. Le nom du village, Karîoka, Kariók ou Karióg, signifiait maison carijó, qui aurait donné ensuite le fameux nom Carioca. 
Les eaux du fleuve ont été canalisées et détournées aux XVIIe et XVIIIe siècles, lors de la construction de l'aqueduc de Carioca. Achevé en 1750, l'aqueduc alimentait plusieurs fontaines du Rio colonial. L'une des principales fontaines était située sur une place au centre de la ville, ce qui a donné le nom de Largo da Carioca. Le fleuve a été, pendant toute la période coloniale, la principale source d'eau douce pour la population. À la hauteur de l'actuel Largo do Machado, elle formait la lagune de Suruí (terme issu du Tupi siri'y, qui signifie "rivière des crabes"), de Carioca ou de Sacopiranha.
De la lagune de Carioca, une partie de l'eau coulait à l'embouchure de la rivière à Praia do Flamengo et une autre partie déviait vers la gauche, formant la rivière Catete, qui se jetait dans Praia do Russell, actuellement Rua do Russell, dans le quartier de Gloria. Par la suite, la lagune de Carioca et la rivière Catete ont été comblées. Depuis 1905, après des travaux du maire Pereira Passos, la rivière coule sous terre sur la majeure partie de son cours, afin d'éviter les inondations. En 2003, une usine de traitement des eaux a commencé à fonctionner à l'embouchure de la rivière, à Praia do Flamengo. Le traitement de l'eau est nécessaire en raison des eaux usées clandestines rejetées dans la rivière le long de son cours, à travers le réseau d'eaux pluviales.

## Source de traduction
- (pt) Cet article est partiellement ou en totalité issu de l’article de Wikipédia en portugais intitulé « Rio Carioca » (voir la liste des auteurs).